# محوطه کوه چهل دختران
محوطه کوه چهل دختران مربوط به دوران پیش از تاریخ ایران باستان - سده‌های اولیه دوران‌های تاریخی پس از اسلام است و در شهرستان گرمسار، بخش ایوانکی، دهستان ایوانکی، شرق روستای کرک و مسیل رودخانه واقع شده و این اثر در تاریخ ۲۶ اسفند ۱۳۸۷ با شمارهٔ ثبت ۲۶۰۸۵ به‌عنوان یکی از آثار ملی ایران به ثبت رسیده است.